# Karl Weiler (Politiker)
Karl Weiler (* 23. Februar 1889 in Landshut; † 1971) war ein deutscher Lehrer und Kommunalpolitiker (NSDAP) sowie Vorsitzender des Bayerischer Wald-Vereins (BWV).

## Leben
Als Hilfslehrer wurde Karl Weiler an der protestantischen Schule in Ortenburg eingesetzt und übernahm am 1. September 1911 in derselben Position die untere Abteilung der protestantischen Werktagschule in Straubing. Im Ersten Weltkrieg war er zum Sanitätsdienst beim deutschen Heer eingezogenen. In seiner Abwesenheit wurde er am 1. Oktober 1917 zum definitiven Lehrer ernannt und folgte dem in den Ruhestand gegangenen Matthias Witzig als Schulleiter nach. Diese Position hatte er bis 1937 inne. Nach Ende des Ersten Weltkrieges wurde Weiler 1918 als Leutnant der Reserve entlassen.
Weiler war politisch in der NSDAP engagiert. Nach der Machtergreifung der Nationalsozialiste löste er am 30. August 1933 Otto Höchtl als 1. Bürgermeister von Straubing ab. Höchtl übernahm dafür die Position des 2. Bürgermeister, die zuvor Weiler innehatte. Am 14. November 1935 trat Weiler sein Amt wieder ab.
Weiler war auch im Bayerischer Wald-Verein aktiv. Hier war er Vorsitzender des Wege- und Hüttenausschusses, bis er von Otto Höchl auch die Position des Führers des Hauptvereins des BWV übernahm. Diese hatte er von 1933 bis 1938 inne. Am 28. April 1951 wurde Weiler 1. Vorsitzender der Sektion Straubing des BWVs und blieb es 18 Jahre lang. 1960 bis 1968 führte er erneut den Hauptverein.
Karl Weiler war seit 1. Oktober 1913 mit Maria Johanna Schricker (1890–1974) verheiratet.